# جوناتان میلان
جوناتان میلان (ایتالیایی: Jonathan Milan؛ زادهٔ ۱ اکتبر ۲۰۰۰) دوچرخه‌سوار اهل ایتالیا است.
از باشگاه‌هایی که در آن بازی کرده‌است می‌توان به تیم دوچرخه‌سواری بحرین–مریدا اشاره کرد.
وی در مسابقات کشوری و بین‌المللی در مجموع برندهٔ ۱ مدال طلا، ۳ مدال نقره، ۲ مدال برنز شده‌است.